# 鮑出
鲍出（2世紀—3世紀），字文才，京兆郡新丰（治今陕西省临潼）人，东汉末年、三国时曹魏游侠。

## 生平
鲍出为人侠孝。兴平年间，三辅大乱，鲍出兄弟五人与老母家居本县，因为饥饿，留母亲看家，兄弟出去采蓬蒿的果实，一共采了数升，鲍出让哥哥鲍初、鲍雅和弟弟鲍成拿着回去，为母亲做饭，自己与小弟在后面采蓬。鲍初等人到家，发现盗贼数十人已经劫走他的母亲，用绳子捆着。鲍初等人害怕，不敢追逐。不久，鲍出从后面回来，知道母亲被人所劫，想去追贼。兄弟都说：“贼人多，应当如何？”鲍出大怒，捋起袖子绑上衣襟独自追赶，走了数里追上贼人。贼人看见鲍出，于是列阵以待。鲍出到，杀死贼人四五人。贼人又跑了，再聚合围攻鲍出，鲍出跳越出包围圈，又杀十馀人。贼人连击鲍出，不胜，鲍出见到母亲与邻居妇女在一起绑着，鲍出再次攻击贼人。贼人问鲍出：“你想要什么？”鲍出大骂贼人，指着母亲，贼人解开了还回他的母亲。邻居妇女遥望哀求鲍出。鲍出再砍贼人，贼人问鲍出：“已经归还你的母亲，为什么停止不止？”鲍出又指着邻居妇女：“这是我的嫂子。”贼人解开了还回邻居妇女。鲍出扶侍母亲回家，后来客居南阳。
建安五年（200年），关中安定，鲍出北归，母亲不能步行，兄弟们想一起用舆车载母亲回家。鲍出认为舆车翻山越岭，不如背着安稳，于是用竹笼装上母亲，自己背着，回归乡里。乡里士大夫赞赏他的孝烈，想要向州郡推荐，郡里征辟鲍出，鲍出说：“种田人不堪官服冠带。”至魏明帝青龙年间，他母亲年至百馀岁去世，鲍出时年七十馀岁，治丧如礼。后来八九十岁时，就像五六十岁的样子。